# 免罪
| ウィキペディアには「免罪」という見出しの百科事典記事はありません（タイトルに「免罪」を含むページの一覧/「免罪」で始まるページの一覧）。 代わりにウィクショナリーのページ「免罪」が役に立つかもしれません。 |